# Schlacht von Kyzikos
Sybota – Potidaia – Spartolos – Stratos – Naupaktos – Plataiai – Olpai – Tanagra – Pylos – Sphakteria – Korinth – Megara – Delion – Amphipolis – Mantineia – Melos – Syrakus – Milet – Syme – Eretria – Kynossema – Abydos – Kyzikos – Ephesos – Chalkedon – Byzanz – Andros – Notion – Mytilene  – Arginusen – Aigospotamoi
Die Schlacht von Kyzikos war eine kombinierte See- und Landschlacht während des Peloponnesischen Krieges. Sie wurde im März/April 410 v. Chr. zwischen den Flotten Athens und Spartas vor Kyzikos in der Propontis ausgetragen. In den anschließenden Landkampf griffen auch Truppen des Achämenidenreichs ein. Die Schlacht endete mit einer klaren Niederlage der Spartaner, deren Flotte vollständig vernichtet wurde.

## Die Ausgangssituation
Nach dem Verlust seiner Expeditionsflotte in Sizilien (413 v. Chr.) kämpfte Athen um den Erhalt seines Attischen Reiches in der Ägäis. Im ersten Jahr nach der Katastrophe war es Sparta als Vormacht des Peloponnesischen Bundes gelungen, zahlreiche Städte und Inseln auf seine Seite zu ziehen, darunter Chios, Milet, Euboia und die wichtigsten Städte an den Meerengen Hellespont und Bosporus. Ermöglicht wurde dies auch dank eines Bündnis- und Subsidienvertrags mit dem Perserreich, durch den die Peloponnesier in der Lage waren, eine große Flotte auszurüsten.
Nach den ersten Auflösungserscheinungen hatte Athen jedoch reagiert und eine neue Flotte aufgestellt, mit der es den Spartanern am Hellespont entgegentrat, dessen Kontrolle für die athenischen Getreideimporte vom Schwarzen Meer unverzichtbar war. In der Meerenge zwischen Abydos und Sestos war es den attischen Feldherren Thrasybul und Thrasyllos 411 v. Chr. gelungen, den spartanischen Seeherrn Mindaros in zwei Seeschlachten in die Schranken zu weisen. In der ersten, der Schlacht von Kynossema, hatten die Athener nur leichte Vorteile. In der zweiten, der Schlacht von Abydos, war das Ergebnis deutlicher und die spartanische Flotte, zu der auch starke Kontingente aus Syrakus, Chios und Korinth gehörten, verlor 30 Schiffe. Trotz dieser Rückschläge blieb die Flotte des Mindaros jedoch eine Bedrohung, da der höhere Sold der Spartaner dafür sorgte, dass es ihnen nie an Ruderern mangelte, während mit dem Holz des Großkönigs bald Ersatz für die verlorenen Schiffe gebaut war.

## Die Rückkehr des Alkibiades

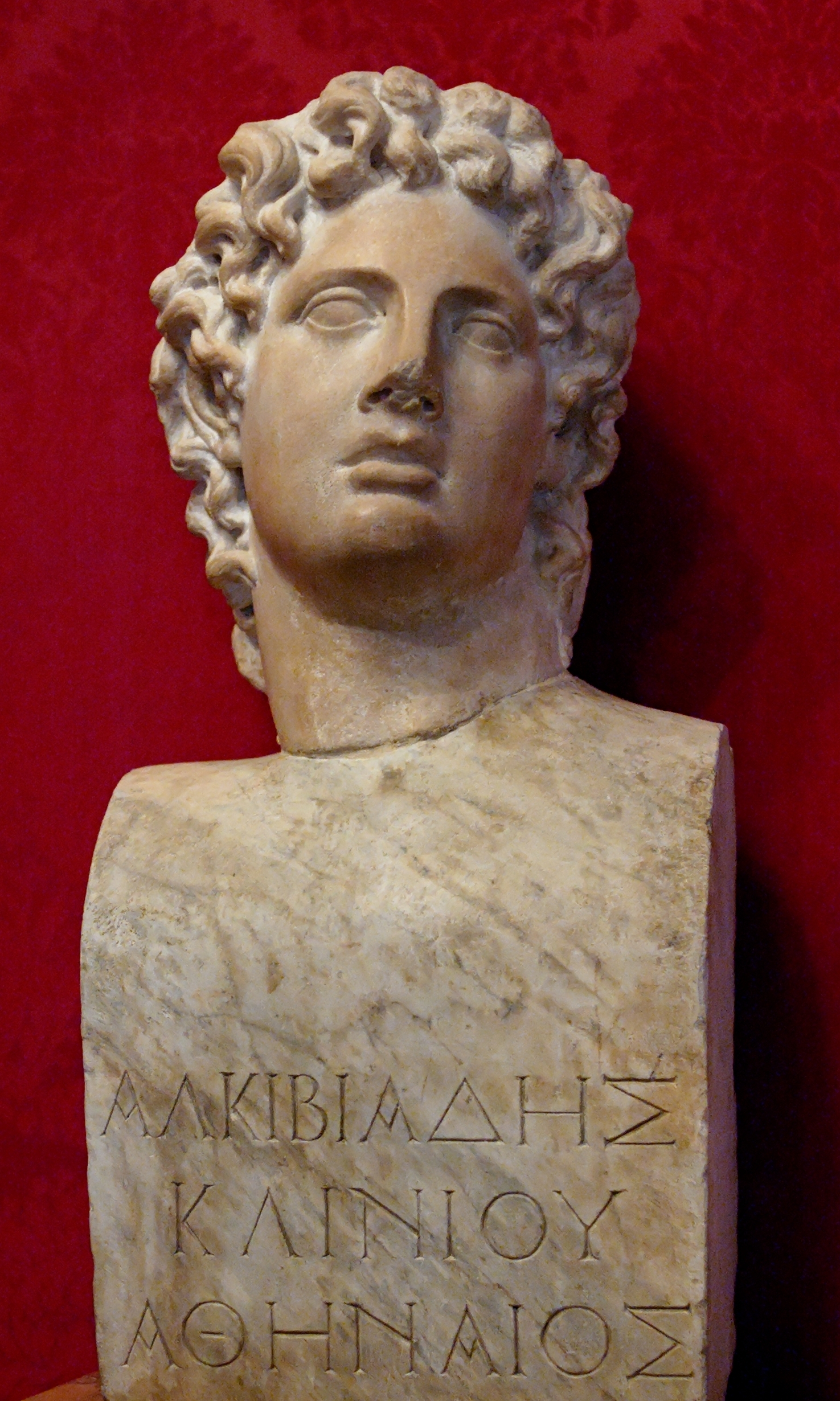
Alkibiades
(Marmor, 4. Jh. v. Chr.)

Den Ausschlag in der Seeschlacht von Abydos hatte durch sein überraschendes Eingreifen der Feldherr Alkibiades gegeben, der während der Sizilienexpedition wegen Religionsfrevels angeklagt worden war und sich dem drohenden Prozess durch Flucht nach Sparta entzogen hatte. In spartanischen Diensten war Alkibiades im Jahr 412 v. Chr. die treibende Kraft hinter dem Abfall von Chios und Milet gewesen, bald darauf hatte er jedoch versucht, das spartanisch-persische Bündnis zu hintertreiben, indem er Tissaphernes, dem Satrapen von Lydien, den Ratschlag gab, Sparta nicht zu sehr erstarken zu lassen und stattdessen die beiden Vormächte Griechenlands gegeneinander auszuspielen. Bevor die Spartaner seine Machenschaften durchschauten, hatte er Anfang des Jahres 411 v. Chr. erneut die Seiten gewechselt, um sich bald wieder kraftvoll für die Interessen Athens einzusetzen.
Nach der Seeschlacht von Abydos unternahm Alkibiades zunächst einen letzten Versuch, seinen Freund Tissaphernes von einem Bündnis mit Athen zu überzeugen. Dieser hatte indes neue Anweisungen vom Großkönig Dareios II. erhalten und ließ ihn in Sardes festnehmen und einsperren. Nach dreißig Tagen gelang Alkibiades die Flucht. In einem abenteuerlichen Ritt gelangte er nach Klazomenai an der ionischen Küste. Von dort fuhr er mit 5 Trieren und einem Leichtboot erneut an den Hellespont, wo er nur noch 40 athenische Schiffe vorfand, da die übrigen unter Thrasybul ausgefahren waren, um auf den nahegelegenen Inseln den Tribut einzufordern.

## Die Anfahrt
Mindaros waren nach der Schlacht von Abydos 60 Schiffe verblieben, mit denen er nach Kyzikos an der Nordküste Kleinasiens fuhr, um von Pharnabazos, dem persischen Satrapen von Phrygien, neue Hilfsleistungen zu erbitten. Das momentane Übergewicht der Spartaner war indes nur von kurzer Dauer. Mit der Rückkehr Thrasybuls aus Thasos mit 20 Schiffen und der gleichzeitigen Ankunft des Strategen Theramenes mit 20 neuen Trieren aus Athen verschob sich das Kräfteverhältnis wieder zugunsten der Athener. Der damit verbundene Schub an frischem Optimismus wurde noch verstärkt durch die ersehnte Nachricht des Theramenes, dass man in Athen nach dem oligarchischen Putsch vom Jahresanfang wieder zur demokratischen Staatsverfassung zurückgekehrt war.
Als sie erfuhren, dass Mindaros und Pharnabazos das unbefestigte Kyzikos besetzt hatten, segelten Thrasybul als Oberkommandierender, Theramenes als sein Stellvertreter und Alkibiades mit ihren und den verbliebenen vierzig Schiffen, die noch in Kardien verblieben waren, nach Parion und die vereinigte Flotte von nunmehr 86 Schiffen gelangte bei Nacht nach Prokonnesos in der Propontis, um von einer unerwarteten Seite aus Kyzikos zu überfallen. Die Athener brachen im Dunkel der Nacht durch den Hellespont auf, damit die mit Sparta verbündete Hafenstadt Abydos die Zahl der vorbeifahrenden Schiffe nicht erkennen konnte. Ein Verbot, auf die gegnerische Küste überzusetzen, sollte das Überraschungsmoment zusätzlich sichern, bei Zuwiderhandlung drohte die Todesstrafe. Am folgenden Morgen hielt Alkibiades eine Ansprache an die Mannschaften, in der er den Soldaten die bevorstehende Schlacht durch die zu erwartende Beute schmackhaft zu machen suchte:

„Wir haben kein Geld, aber die Feinde haben es im Überfluss vom Großkönig.“

Von Prokonnesos fuhr die attische Flotte in südöstlicher Richtung an der Küste der Halbinsel Arktonnesos vorbei nach Kyzikos. Während der Fahrt regnete es, doch bei der Ankunft vor der Stadt klarte es plötzlich auf, und die Sonne beleuchtete die Szenerie in der Bucht vor dem Hafen, wo Mindaros gerade ein Flottenmanöver abhielt. Bei ihm befanden sich sein Vizeadmiral Hippokrates, der Stratege Klearchos und der syrakusische Feldherr Hermokrates als Führer des sizilischen Kontingents.

## Topographie und Quellenkritik

Vereinfachtes Schema des athenischen Schlachtplans in der Schlacht von Kyzikos

Der Historiker Xenophon verliert insgesamt nur sehr wenige Worte über die nun folgende Seeschlacht, während der fünf Jahrhunderte später schreibende Biograph Plutarch sie als eine recht einfache Operation beschreibt: Alkibiades fuhr mit nur 20 Schiffen an den Feinden vorbei und als diese die Verfolgung aufnahmen, erschienen Thrasybul und Theramenes mit dem Rest der Flotte und schnitten ihnen den Rückzug in den Hafen ab.
Ein Blick auf die Karte verrät jedoch, das dies keineswegs so einfach gewesen sein kann, da Kyzikos auf der Landenge lag, welche die Halbinsel Arktonnesos mit dem kleinasiatischen Festland verbindet. Nach Westen wie nach Osten bilden die Küsten der Halbinsel im Norden und Phrygiens im Süden einen spitz zulaufenden Winkel, an dessen Endpunkt in einer tief eingeschnittenen Bucht Kyzikos lag, wobei im Nordwesten ein Vorgebirge bei dem Ort Artake die Einfahrt noch zusätzlich verengte. Die Stadt war zum damaligen Zeitpunkt nicht befestigt, weshalb die Peloponnesier und Pharnabazos sie ohne Probleme eingenommen hatten. Sie war aber gegenüber dem Festland durch einen kurzen Kanal geschützt, der den westlichen Meerbusen mit dem östlichen verband. Wegen dieses Kanals hatte Kyzikos drei Häfen, einen im Westen, einen im Osten und ein drittes Becken mitten auf dem Isthmos, das nur durch den Kanal zu erreichen war.

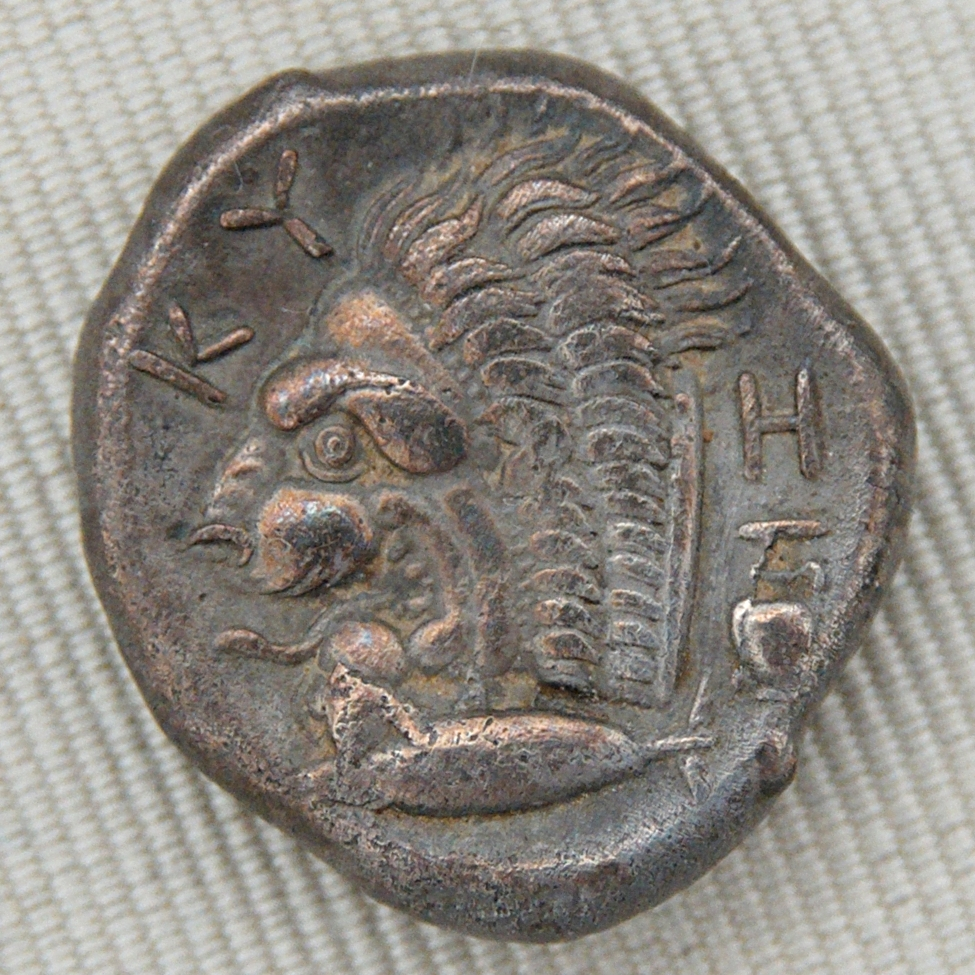
Tetradrachme aus Kyzikos, ca. 350 v. Chr.

Ein einfaches Passieren der Stadt war also unmöglich, und die Bestätigung findet man in der dritten überlieferten Quelle, dem Historiker Diodor, dessen Bericht ohne Zugrundelegung der topographischen Gegebenheiten verwirrend erscheinen mag, nach einem genauen Abgleich jedoch als artikulierte Darstellung eines komplexen Schlachtgeschehens zu verstehen ist. Das Werk Diodors ist ansonsten von unterschiedlicher Qualität. Im Allgemeinen heißt es, Diodor sei so gut wie seine Quellen. Im Fall der Schlacht von Kyzikos stand ihm offenbar eine sehr detaillierte Schlachtanalyse des Ephoros zur Verfügung, weshalb sein Bericht von Militärhistorikern den anderen Überlieferungen vorgezogen wird.
Anderer Ansicht ist Bruno Bleckmann, demzufolge Diodor sich hier auf Material stützte, das, vermittelt über eine Zwischenquelle, letztendlich auf einer Grundquelle beruht, die Bleckmann mit Theopompos identifiziert. Nach Bleckmann war die Darstellung des Theopompos dadurch charakterisiert, dass er Material Xenophons übernahm, es veränderte und mit fiktiven Elementen erweiterte. Aufgrund der zahlreichen zusätzlichen, auch topographisch exakten Informationen bei Diodor ist die Theorie einer derart nachgeordneten Konstruktion des Schlachtberichts von Kyzikos jedoch nicht überzeugend. Insgesamt leidet die Argumentation Bleckmanns darunter, dass er sich weitgehend auf reine Quellenkritik beschränkt, ohne ernsthaften Versuch einer Rekonstruktion des Schlachthergangs. Einen solchen unternimmt dagegen John Francis Lazenby, scheitert aber bei der Landschlacht an einer irrigen Annahme bezüglich der Position des Chaireas. Bleckmann wie Lazenby folgen damit zumindest in Teilen der Kritik von Georg Busolt, der die Quelle Diodors für eine „willkürlich erfundene Schilderung“ hielt.

## Die Seeschlacht

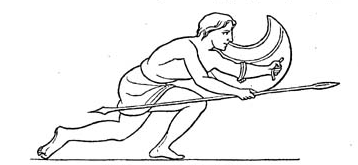
Griechischer Peltast

Diodor berichtet, dass die Athener vor Beginn der Seeschlacht ihre Hopliten unter dem Kommando des Chaireas auf dem Gebiet der Kyzikener ausschifften. Es ist deshalb zunächst zu fragen, wo diese Ausschiffung stattfand. Als Territorium der Stadt Kyzikos kann nur die Halbinsel Arktonnesos gelten, nicht die weitere phrygische Gegenküste. Die Annäherung der attischen Flotte erfolgte von Nordwesten entlang der Küste der Halbinsel. Unter Beachtung der militärischen Grundregel, dass Flotte und Landtruppen möglichst parallel marschierten, war die Ausschiffung daher nur an der Südwestküste von Arktonnesos praktikabel. Als idealer Ort erscheint dabei unweit von Kyzikos der natürliche Hafen von Artake hinter dem gleichnamigen Vorgebirge.
Aus der Darstellung Diodors lässt sich schließen, dass die attische Flottenführung vor Beginn der Schlacht eine genaue Vorstellung von den örtlichen Gegebenheiten und einen klaren Plan gehabt haben muss. Unter Beachtung aller Gegebenheiten ist daher wahrscheinlich, dass die Athener sich zunächst hinter dem Vorgebirge von Artake hielten, um dort ihre Landtruppen auszuladen und von dem die Bucht dominierenden Hügel die Lage zu studieren. Es ist sogar denkbar, dass sie auf dem Vorgebirge einen Signalposten einrichteten, um die Bewegungen der verschiedenen Flotten- und Heeresteile zu koordinieren.
Was folgte, war eine kombinierte Operation zu Lande und zur See, bei der Chaireas den Auftrag hatte, mit seinen Landtruppen die Stadt anzugreifen, während Alkibiades mit seinem Geschwader die peloponnesische Flotte von ihr weglockte. Die antiken Quellen stimmen darin überein, dass er dazu mit 20 Trieren vorausfuhr. Zwei weitere Geschwader unter dem Kommando von Thrasybul und Theramenes hielten sich zunächst noch hinter dem Vorgebirge, um den spartanischen Schiffen im geeigneten Moment den Rückzug in den Hafen zu verwehren.

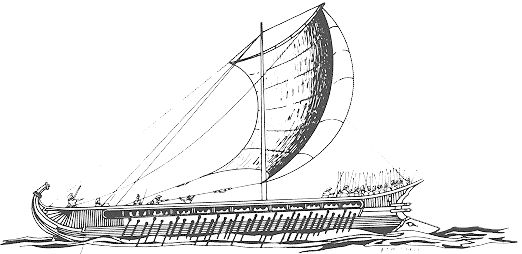
Griechische Triere

Nachdem er das Vorgebirge umrundet hatte, steuerte Alkibiades vielleicht noch eine Weile parallel zu den versteckt im Landesinnern vorrückenden Landtruppen, aber sobald die Spartaner seine Anfahrt bemerkten, ergriff er in gespielter Überraschung die Flucht, um quer über die Bucht in Richtung Südwesten zu entweichen. In Verkennung der Situation gab Mindaros den Befehl zur Verfolgung des vermeintlich unterlegenen Gegners. Nach Xenophon hatte er 60 Trieren wie zuletzt in Abydos, aber möglicherweise hatte er in Kyzikos noch weitere Boote vorgefunden und bemannt, da Diodor von 80 Schiffen spricht.
Nachdem die beiden Flotten sich ein gewisses Stück von der Stadt entfernt hatten, drehten die Schiffe des Alkibiades überraschend um. Der Grund für solchen Wagemut eröffnete sich, als man auf den spartanischen Schiffen bemerkte, dass hinter dem Vorgebirge von Artake zwei weitere Flottenverbände auftauchten. Theramenes war mit seinen Schiffen ebenfalls in die Bucht von Kyzikos eingelaufen, um den Peloponnesiern von Osten den Rückzug in den Hafen zu verlegen, und zwischen den beiden Flügeln der attischen Flotte schloss Thrasybul die Lücke direkt von Norden kommend. Von drei Seiten umzingelt, ergriffen die Spartaner die Flucht in die einzige Richtung, die ihnen verblieb, nach Süden, wo sie ihre Schiffe an der nahen Küste auf den Strand setzten.

## Die Landschlacht

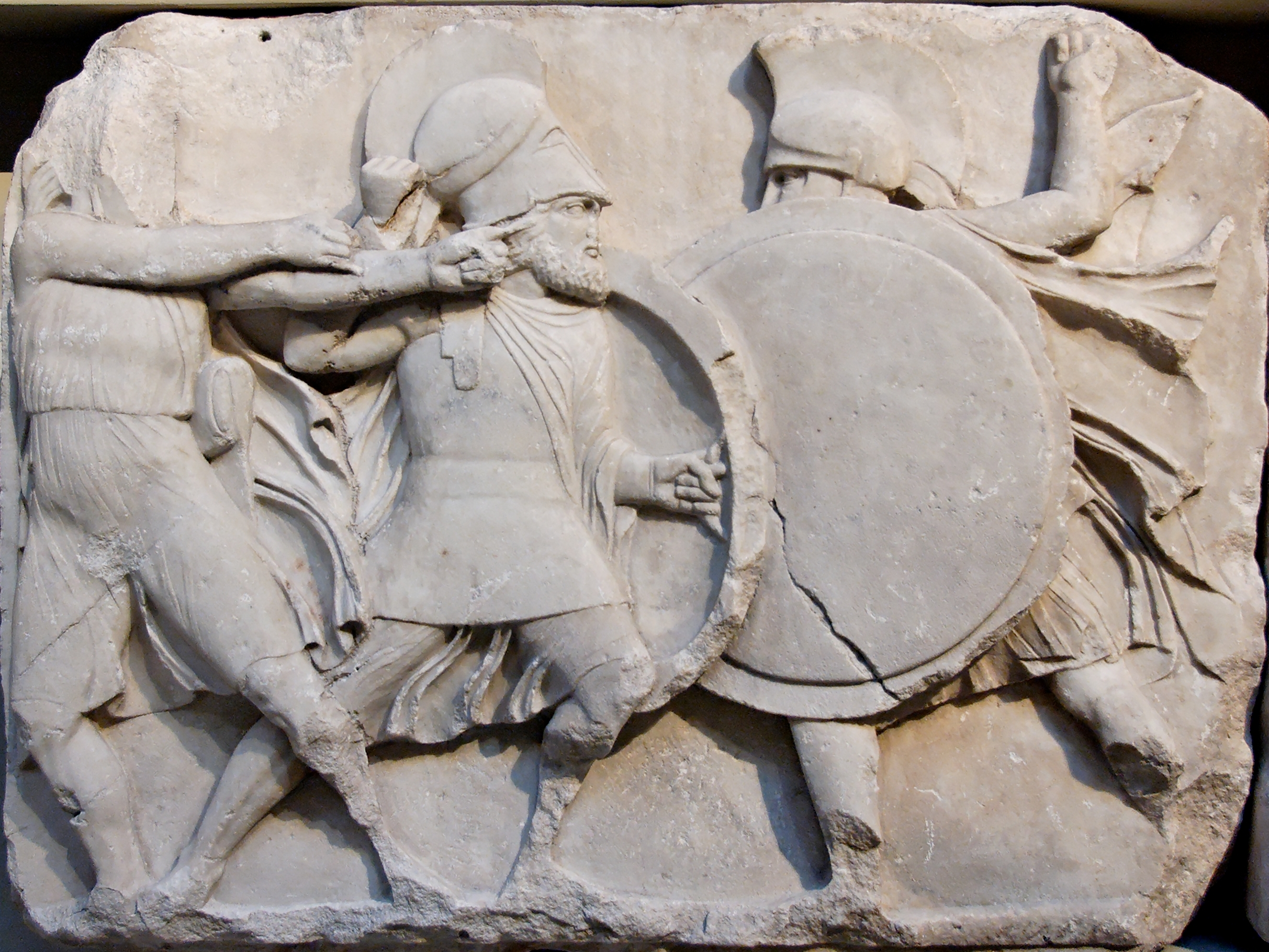
Schlachtszene (Nahkampf)

Mindaros landete an der Küste im Südwesten von Kyzikos. In der Nähe befand sich der Ort Kleroi, bei dem Pharnabazos seine Armee versammelt hatte. Es entspann sich zunächst ein Kampf um die Schiffe am Ufer. Die Athener versuchten sie mit Enterhaken zurück ins Wasser zu ziehen. Als dies wegen des feindlichen Widerstands nicht gelang, ging auch Alkibiades westlich der Spartaner an Land, um Mindaros gleichzeitig von Land und von See anzugreifen. Thrasybul landete derweil mit den Schützen in der östlichen Flanke der Feinde, um ihnen auch an Land den Rückzug nach Kyzikos zu verlegen. Mindaros trat selber Alkibiades entgegen und sandte seinen Untergebenen Klearchos gegen Thrasybul. Gegen den gleichzeitigen Angriff des Klearchos und einer rasch herbeigeeilten Einheit persischer Söldner hatten die von allen Seiten bedrängten Truppen Thrasybuls bald einen schweren Stand. Thrasybul gab daraufhin den Befehl an Theramenes, sich mit den Truppen des Chaireas zu vereinen und dann Hilfe zu bringen.

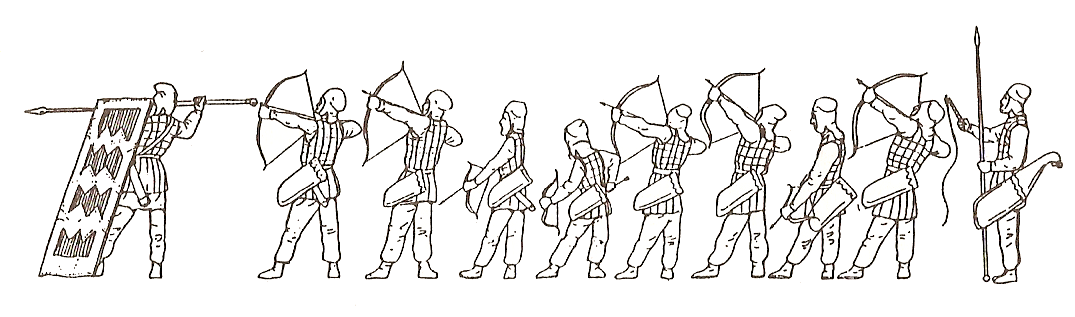
Persische Bogenschützen

Die Position des Chaireas zu diesem Zeitpunkt der Schlacht gibt zunächst ein kleineres Rätsel auf. Vermutlich hatte er wie geplant Kyzikos von Nordwesten erreicht. Bei der Stadt, die sich mitsamt ihren Häfen wie ein Riegel über die Landenge erstreckte, wurde sein Vormarsch jedoch schwieriger. Zwar gab es keine Stadtmauer, doch wenn es nicht gelang, eine Brücke über den Kanal zu finden, war der Weg in die Schlacht versperrt. Die Tatsache, dass Thrasybul, obwohl selbst schwer bedrängt und dringend hilfebedürftig, Theramenes den Befehl gab, zuerst zurückzufahren, um sich mit Chaireas zu vereinen, scheint in diesem Licht als ein klarer Hinweis auf die Lösung des Problems. Offenbar benötigte Chaireas Hilfe, um über den Kanal zu setzen. Denkbar wäre beispielsweise, dass Theramenes mit seinen Trieren eine Schiffsbrücke improvisierte, die den Hopliten das Erreichen der Schlacht ermöglichte.

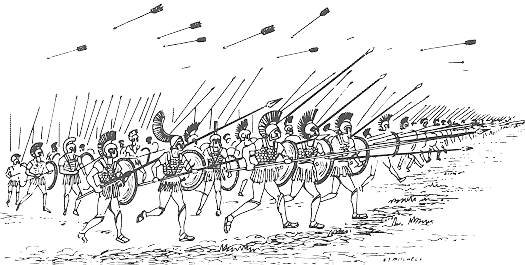
Vorstürmende Hoplitenphalanx

Nach dieser beinahe fatalen Verzögerung wurde Thrasybul durch das Eintreffen der Hopliten des Chaireas und der frischen Kräfte des Theramenes gerettet, die den persischen Söldnern in die Flanke fielen und nach diesen auch noch die Spartaner des Klearchos in die Flucht schlugen. Anschließend fielen sie Mindaros in den Rücken. Dieser suchte der Bedrohung zu begegnen, indem er seine Kräfte erneut teilte, aber der doppelten Belastung waren die durch den harten Abwehrkampf gegen Alkibiades erschöpften Truppen nicht mehr gewachsen. Nachdem Mindaros heroisch kämpfend sein Leben beendete, ließen die Peloponnesier die Boote im Stich und flüchteten in die nahen Berge. Einzig die Syrakuser waren geistesgegenwärtig genug, ihre Schiffe anzuzünden, bevor sie sich mit den anderen in das Lager des Pharnabazos retteten.

## Das Ergebnis

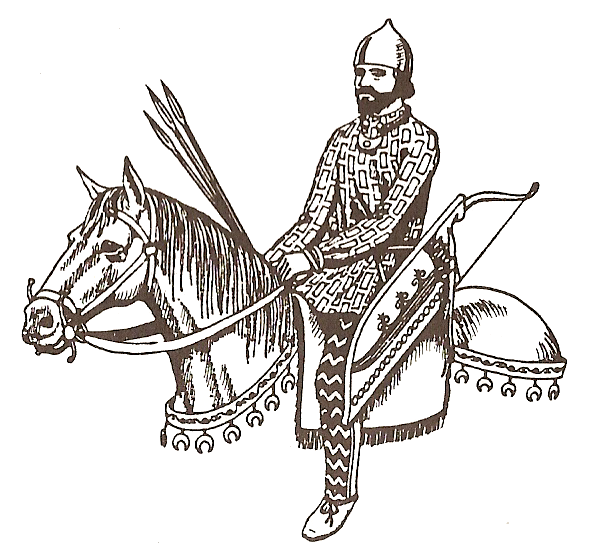
Persischer Reiter

Die Athener erbeuteten die gesamte Flotte der Spartaner und zogen die noch schwimmfähigen Boote, an die 40 Trieren, wieder ins Wasser. Da Pharnabazos von den Bergen seine restlichen Fußtruppen und eine große Zahl Reiter heranführte, stachen sie umgehend in See und fuhren zu der nahegelegenen Insel Polydoros, wo sie zwei Siegesmäler errichteten, eins für die Seeschlacht und eins für die Landschlacht. Am nächsten Tag besetzten sie die von den Peloponnesiern verlassene Stadt Kyzikos, die keinen Widerstand leistete. Das peloponnesische Flottenkommando, das nun in der Hand des Hippokrates lag, sandte einen Bericht nach Sparta, der von den Athenern abgefangen und vielfach verhöhnt wurde, da man seine gedrängte Verzweiflung als exemplarisch für den lakonischen Stil der Spartaner empfand:

„Boote verloren. Mindaros tot. Männer haben Hunger. Wissen nicht, was tun.“

## Die Beurteilung
Die Bewertung der Schlacht kreist seit der Antike um die Frage der Urheberschaft des Sieges, wobei bereits Xenophon vor allem die Rolle des Alkibiades herauszustellen suchte, während die Quelle Diodors den Erfolg eher einer „Kollektivleistung der drei Strategen“ Alkibiades, Thrasybul und Theramenes zuschreibt.
Wenn man den Bericht Diodors ernst nimmt, zeigt er tatsächlich ein überaus komplex ineinander greifendes Vorgehen aller Beteiligten. Dabei mögen außer der Fähigkeit zur Koordination auch Glück und Improvisation eine Rolle gespielt haben sowie die nicht nur hier zu beobachtende schwer verständliche Untätigkeit der Perser. Dennoch zeigt die Schlacht von Kyzikos das attische Flottenkommando aber offensichtlich auf dem Gipfel seiner Leistungsfähigkeit.
Diese Wertung darf zuletzt auch den Beitrag des Chaireas nicht übersehen, der von den meisten Historikern kaum zur Kenntnis genommen wird, dessen Marsch über alle Hindernisse einmal rund um die Bucht jedoch höchst bemerkenswert und letztlich entscheidend war. Der kühne Plan des Alkibiades, der Opfermut Thrasybuls, die Improvisationskunst des Theramenes und die Stiefel des Chaireas waren die Elemente, die den Sieg der Athener bei Kyzikos sichern halfen. Jeder der vier Kommandanten hat sich seinen Anteil am Ruhm durch den individuellen Einsatz deshalb redlich verdient.

## Die Folgen
Der unerwartete Sieg von Kyzikos wurde in Athen durch ausgiebige Opfer gefeiert. Sparta reagierte auf die Ausschaltung seiner Flotte, indem es durch seinen Botschafter Endios einen Frieden auf der Grundlage des Status quo anbot. Die Führer der Oligarchen waren für die Annahme des Vorschlags, aber Kleophon, der Führer der Popularen, beredete die Volksversammlung, auf dass sie ihn ablehnte.
Anschließend rüsteten die Athener weitere 30 Schiffe aus, die mit 1000 Hopliten und 100 Reitern unter dem Kommando des Thrasyllos zunächst zur Rückeroberung von Ionien ausgesandt wurden, nach der Niederlage von Ephesos jedoch ebenfalls zur Flotte am Hellespont stießen. Mit diesen Verstärkungen ging Alkibiades ab dem Winter 409/08 v. Chr. in die Offensive, um die verlorenen Positionen an den Meerengen zurückzuerobern. Dabei gelang ihm noch mehrmals die Wiederholung des Wunders von Kyzikos, so in der zweiten Schlacht von Abydos und in der Schlacht von Chalkedon, besonders aber durch seinen heroischen Einsatz bei der Erstürmung von Selymbria und Byzanz. Als Alkibiades nach siebenjähriger Abwesenheit im Sommer 408 v. Chr. endlich heimkehrte, bereiteten ihm die Athener einen triumphalen Empfang.
Mit der Eroberung von Byzanz hatte Athen die Herrschaft über die Meerengen zurückgewonnen, die für die Stadt lebensnotwendig war, da sie auf Getreideimporte aus der Schwarzmeerregion angewiesen war. Durch die Einnahmen aus dem Sundzoll besserte sich auch die angespannte Finanzlage der Athener, so dass man in der Lage war, die Kriegsanstrengungen noch einige Jahre durchzuhalten. Das wichtigste Ziel, die Sprengung des Bündnisses zwischen Sparta und dem Perserreich, wurde indes nicht erreicht.

## Weitere Entwicklungen bis zum Ende Athens
Nach dem Verlust der Schiffe hatte insbesondere Pharnabazos die Spartaner zu neuen Rüstungen ermuntert, indem er das erforderliche Holz und die notwendigen Subsidien zur Verfügung stellte. Die spartanische Führung übertrug den Oberbefehl der Flotte auf Pasippidas, der von den Verbündeten neue Trieren für die schifflosen Besatzungen anforderte, und danach auf Kratesippidas. Da die spartanische Verfassung einen jährlichen Wechsel im Amt des spartanischen Seeherrn vorschrieb, folgte im Jahr 408 v. Chr. der noch unbeschriebene Lysander, der mit dem Perserfüsten Kyros eine Erhöhung des Soldes aushandelte und bald wieder über 90 Schiffe verfügte. Alkibiades benötigte für seine Legitimation schnelle Siege, wobei seine ausgreifenden Pläne immer auch von den Fähigkeiten seiner Untergebenen abhingen. Demgegenüber konnte Lysander warten, taktieren und auf Fehler seiner Gegner warten. Nachdem Antiochos, der Steuermann des Alkibiades, bei der Schlacht von Notion trotz gegenteiliger Order in ungeschickter Nachahmung der erfolgreichen Strategie von Kyzikos sein Leben und eine Anzahl Schiffe einbüßte, zog das Volk von Athen den Oberkommandierenden zur Verantwortung. Jetzt erwies sich der Ruhm von Kyzikos plötzlich als eine Last: Da die Athener von Alkibiades Wunder erwarteten, waren sie nicht bereit, den kleinsten Fehler zu verzeihen, und setzen ihn ab.
Nachdem man ein Jahr später auch noch die besten unter seinen Nachfolgern wegen unterlassener Hilfeleistung in siegreicher Schlacht zum Tode verurteilte, verspielte die dritte Garnitur des attischen Flottenkommandos Flotte und Reich in der vernichtenden Schlacht von Aigospotamoi (405 v. Chr.). Auch hier war Lysander wieder der Kommandant der spartanischen Flotte und Strage des ausschlaggebenden Sieges. Alkibiades hatte die Katastrophe kommen sehen: Trotz seiner Verbannung war er am Vorabend der Schlacht zu den befehlsführenden attischen Kommandanten am Hellespont geritten, um ihnen eine bessere Strategie vorzuschlagen, wurde aber abgewiesen. Nach dem Verlust seiner Flotte bei Aigospotamoi war das Attische Reich verloren, Athen von der Lebensmittelzufuhr abgeschnitten. Die Kapitulation nach kurzer Belagerung beendete den Peloponnesischen Krieg nach 28 Jahren für Sparta siegreich.